# 78ª Squadriglia aeroplani da caccia
La 78ª Squadriglia fu un reparto da caccia del Corpo Aeronautico attivo nella prima guerra mondiale e successivamente della Regia Aeronautica.

## Storia

### Origini

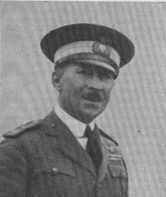
Domenico Bolognesi

La 78ª Squadriglia fu formata il 29 giugno 1916 con ordine del Comando d'Aeronautica e mobilitata sul campo di Comina (Friuli-Venezia Giulia) il 15 agosto. Inizialmente dotata di Nieuport 11 Bebè, fu trasferita il 3 settembre successivo sull'Aeroporto di Istrana alle dipendenze del Comando supremo militare italiano, con una dotazione di 7 Nieuport XI ed un Nieuport 10 comandante capitano Domenico Bolognesi, piloti tenente Bartolomeo Costantini, sottotenenti Giacomo Brenta e Francesco di Rudinì, sergenti Vittorio Aquilino, Teresio Marcellino, Antonio Chiri e caporali Augusto Vola e Cesare Magistrini.

### Gli inizi
La squadriglia iniziò i voli di guerra il 9 settembre 1916, in missioni di scorta ai Caproni che vanno a bombardare la zona di Schonpass e Ovcia Draga.
Durante le missioni di scorta, avvengono i primi scontri con la caccia avversaria, che si concludono però senza abbattimenti.
Nel 1916 la squadriglia compie 211 voli di guerra con 11 combattimenti. Il sottotenente Francesco di Rudinì riceve una Medaglia di Bronzo.
Al 1º gennaio 1917 arrivano il Serg. Guglielmo Fornagiari ed il caporale Guido Nardini. La dotazione è composta da 13 aerei tra Nieuport 11 e 13 Nieuport 17 di costruzione francese.
Il 22 gennaio 1917 muore per un incidente il sergente Augusto Vola. Il 19 marzo Antonio Chiri su Nieuport 11 costringe all'atterraggio entro le linee italiane presso Gallio, il Brandenburg C.I 27.55 della Flik 21, il cui equipaggio (pilota korporal Emannuel Mattle osservatore oberleutnant Franz Resch) finisce prigioniero.
La 78ª dal 10 aprile è inquadrata nel X Gruppo (poi 10º Gruppo) ed il 19 maggio il comandante Bolognesi ottiene una nuova vittoria sul cielo di Feltre, ai danni del Brandeburg C.I serie 29.70 della Flik 24 partito dall'Aeroporto di Cirè di Pergine Valsugana che prende terra a Busche di Cesiomaggiore nelle linee italiane, pilotando il Nieuport 17 serie 2619.
Il mese di giugno è piuttosto movimentato, perché la squadriglia è chiamata in azione per appoggiare la Battaglia dell'Ortigara. Nardini consegue due vittorie il 14 giugno obbligando il primo ad atterrare e l'altro abbattuto nella Val d'Assa. Il giorno 17 Magistrini danneggia un aereo avversario e forse lo abbatte sul Forte Campo Luserna.
A luglio 1917, la squadriglia ha in forza Bolognesi, il tenente Parvis, i sottotenenti Brenta e Buffa, i sergenti Aquilino, Chiri, Formagiari, Magistrini, Marcellino, Nardini e Giovanni Riva.
Il 18 luglio Nardini, con Magistrini, ottiene una nuova vittoria su Asiago, facendo cadere il nemico nelle linee italiane.
Il 10 agosto 1917 la 78ª squadriglia si trasferisce sul campo di Borgnano (Cormons) per appoggiare la grande offensiva sull'Isonzo. 
La squadriglia però è in condizioni di precaria efficienza, ancora su Nieuport 11 ormai vetusti, nonostante le reiterate richieste di nuovi aeroplani fatta da Bolognesi.
Comunque nonostante le difficoltà, la squadriglia affronta con coraggio i duri combattimenti del mese di agosto, ottenendo nuove vittorie il 14 di Costantini ad Assling, il 22 di Fornagiari sulla Bainsizza e il 26 di Chiri su Loque ma lamentando anche la perdita di Giuseppe Buffa che muore per un incidente durante il decollo il 7 agosto.
Le azioni continuano nei mesi di settembre con altre vittorie conseguite una il 6 settembre di Nardini su Gorizia ed una il 2 ottobre di Fornagiari su Podmelec.
L'11 ottobre arriva il Ten. Antonio Riva dalla 71ª Squadriglia caccia e diventa il nuovo comandante.
Il 15 ottobre Magistrini abbatte, con l'aiuto di un Hanriot, un ricognitore sul Monte Nero (Alpi Giulie).
L'offensiva di Caporetto costringe il reparto a ripiegare condividendo il destino di tante altre unità del Corpo Aeronautico.
Si cerca di portare al sicuro quanto più aeroplani possibili, nonostante le proibitive condizioni atmosferiche. Il 25 ottobre il tenente Alessandro Veronesi per la scarsa visibilità si schianta contro una collina nei pressi di Jdersko, perdendo la vita.
Il 28 ottobre si sposta a Comina (Friuli-Venezia Giulia), poi all'Aeroporto di Aviano, al Campo di aviazione di Arcade ed alla fine della ritirata, la squadriglia si attesta il 9 novembre su Istrana: ha perso 12 Hanriot HD.1, distrutti al suolo per l'impossibilità di essere trasferiti in volo a causa del maltempo.
È tempo di un primo bilancio: da giugno 1916 a novembre 1917, la 78ª squadriglia ha compiuto 512 voli di caccia, 456 di crociera, 215 di scorta, impegnandosi in 106 combattimenti aerei con l'abbattimento di 18 aerei nemici.
Incorporata nel 6º Gruppo Caccia per la 4ª Armata, la 78ª squadriglia al 10 novembre del 1917 ha in forza solo due Hanriot, ma viene progressivamente equipaggiata sul nuovo caccia.
Nell'ultimo periodo del 1917 si distingue in modo particolare il S.Ten. Guido Masiero, che, da solo o in collaborazione, consegue una serie di vittorie nei mesi di novembre (il 13 con Chiri un aereo tedesco ad Arcade, il 19 un caccia ed il 20 con Chiri un ricognitore su Moriago della Battaglia) e dicembre (nei giorni 10 con un Hanriot un ricognitore a San Donà di Piave e 15 un ricognitore).
Il 21 novembre il Serg. Cosimo o Cosme Rennella ottiene una vittoria ed al 15 dicembre il Cap. Riva dispone di altri 9 piloti tra cui il S.Ten. Amedeo Mecozzi ed il Serg. Magg. Leonida Schiona.
Il 26 dicembre la 78ª partecipa alla famosa Battaglia di Istrana, conseguendo le sue vittorie con Brenta, Riva (un DFW C.V a Camalò nelle linee italiane ed un altro DFW C.V a Signoressa), Mecozzi, Masiero, Formagiari e Chiri.
Per il valore dimostrato il VI Gruppo (squadriglie 81ª Squadriglia Aeroplani, 78^ e 76^) fu decorato con la medaglia di bronzo al valor militare, unica onorificenza concessa ad un Gruppo di Aeroplani durante il primo conflitto mondiale, con questa motivazione:
«Durante un'incursione aerea nemica in cui ben trenta velivoli avversari bombardavano e mitragliavano il campo d'aviazione del VI Gruppo, tutti i piloti presenti, non scossi dalle prime perdite si levarono in volo e, con contrattacco fulmineo ed irresistibile, abbattevano ben undici apparecchi nemici costringendo gli altri a precipitosa fuga. (VI Gruppo Aeroplani Caccia - Squadriglie 81-78-76 - Cielo di Fossalunga, 26 dicembre 1917 - Brev. n° 58528 del 5-6-1920)»

### L'ultimo anno di guerra
Il 15 gennaio 1918 Rennella abbatte un caccia su Arsiè ed il 24 gennaio la squadriglia passa al XV Gruppo.
Il 27 gennaio Fornagiari abbatte un nemico e Riva abbatte un caccia sul Canale di Brenta.
Nel gennaio 1918, la 78ª sostiene 10 combattimenti, rivendicando 5 vittorie ed il 3 febbraio il Serg. Oreste Codeghini su Hanriot abbatte un caccia nella Valle del Cismon.
La battaglia di Istrana e il successivo bombardamento aereo subito da Istrana il 31 gennaio hanno evidenziato la necessità di decentrare i reparti, pertanto la squadriglia il 16 febbraio si trasferisce a Nove di Bassano, e poi di nuovo, il 15 marzo, da Nove a San Luca di Padernello (Paese), a disposizione dell'8ª Armata.
Il 21 febbraio Fornagiari e Chiri abbattono un caccia su Buso ed un altro a Gallio (Italia).
Nei primi mesi del 1918, la 78ª squadriglia ha conseguito numerose vittorie in duri combattimenti con la caccia austriaca: si ricorda in particolare quella del 17 maggio nel quale sono abbattuti a Maserada sul Piave, un ricognitore (Renella ed il Ten. Mario Fucini con il Ten. Flaminio Avet della 70ª Squadriglia caccia e due caccia (uno Rennella ed uno Chiri su Hanriot insieme a Nardini passato alla 91ª Squadriglia aeroplani da caccia con il Serg. Antonio Reali ed Edmondo Lucentini della 79ª) austriaci.
Al 15 maggio la squadriglia è composta da 16 piloti ed il 26 maggio Mecozzi su Hanriot abbatte con il Serg. Luigi Capparucci un ricognitore a Maserada ed un caccia a San Michele al Tagliamento.
L'offensiva austriaca del Solstizio, vede la 78ª impegnata nella zona del Montello (colle), a San Donà di Piave, sul Grappa e sugli Altipiani, effettuando il solo giorno 15 giugno ben 32 missioni di caccia libera e 11 di scorta a ricognitori, ma intervenendo anche in azioni di mitragliamento contro le truppe austro-ungariche. 
Il giorno stesso il Sergente Maggiore Fornagiari con Schiona ed il Serg. Francesco Gritti si aggiudicano una vittoria vicino a Barche e Riva e Mecozzi una vittoria a Cimadolmo.
Il 16 giugno Riva con Fucini ed il soldato Severino Venier ottengono una vittoria tra Malborghetto-Valbruna e Fontigo, Codeghini abbatte un aereo vicino a Nervesa della Battaglia e Fucini ed il Serg. Ermenegildo Bocca due aerei a Frati di Nervesa.
Il 18 giugno Fornagiari abbatte un ricognitore ed il 19 giugno il Ten. Alberto Moresco e Mecozzi abbattono un ricognitore su Villa Romanin Jacur ed incendiano un Drachen e Codeghini rivendica una vittoria.
Il 20 giugno il Ten. Brenta e Codeghini abbattono due caccia a nord di Nervesa e Rennella ed il Caporale Lino Gandini abbattono 3 aerei sul Montello.
Il 22 giugno Codeghini abbatte un aereo.
L'attività aerea è intensa con missioni di caccia libera e di scorta ai ricognitori, che si trasformano ben presto in violenti combattimenti nei quali la vittorie arride spesso ai nostri piloti. Le perdite austriache sono gravissime, e la supremazia aerea dell'aviazione italiana totale.
Il 23 giugno l'offensiva austriaca è arrestata, il nemico rimuove i ponti e le passerelle sul Piave e Rennella abbatte un aereo tra Barbisano e Falzè di Piave.
L'aviazione austriaca è ridotta agli estremi ma non ancora doma. 
L'8 luglio il reparto entra nel XXIII Gruppo (poi 23º Gruppo) dotata di 16 Hanriot, il 16 luglio il Ten. Moresco su HD.1 abbatte per errore il Maggiore Awdry Vaucour Comandante del No. 45 Squadron RAF vicino a Monastier di Treviso ed il 25 luglio Fucini abbatte un Brandenburg con il Caporale Venier vicino a Cornuda.
Il 27 luglio Mecozzi rivendica l'abbattimento di un ricognitore vicino a Sernaglia della Battaglia ed il 12 agosto Riva con Costantini passato alla 91ª abbattono un aereo a Santa Lucia di Piave.
Il 31 agosto Chiri, Fucini e Rennella abbattono un biposto a Mandre di Santa Lucia di Piave ed il 6 ottobre, Mecozzi abbatte un ricognitore sul castello di Susegana ed ancora Mecozzi e Gandini sostengono un combattimento con “un DFW e sette D.5” (probabilmente Albatros D.V) e ne abbattono 2 nei pressi di Susegana.
A Partire dal 27 ottobre, durante l'offensiva finale italiana, la 78 compie voli di crociera e di caccia libera, abbattendo 9 velivoli nemici e spezzonando e mitragliando le truppe austro-ungariche in ritirata.
Alla data dell'armistizio, la 78ª si trova a San Luca, nel XXIII Gruppo per l'8ª Armata con 16 aerei efficienti su 22 Hanriot ed un Nieuport 27.
In totale durante tutto l'arco del conflitto, la 78ª squadriglia effettuò 1296 voli di caccia, 2420 di crociera, 1054 di scorta, 217 di mitragliamento, impegnandosi in 443 combattimenti aerei con 88 vittorie.
Le vittorie degli assi della squadriglia furono:
- Rennella 7;
- Chiri, Fornagiari ed Antonio Riva 6;
- Masiero e Mecozzi 5;
- Fucini 4;
- Nardini 2;
- Magistrini 1.[4]

### Primo dopoguerra
Al 20 aprile 1919 disponeva di 10 HD.1.
Dopo la guerra, la 78ª squadriglia non venne sciolta ma insieme all'80ª Squadriglia caccia andrò a costituire il 13º Gruppo caccia con sede all'Aeroporto di Venaria Reale. La dotazione dei velivoli era costituita da Hanriot HD.1, SPAD S.VII e SPAD S.XIII  sfuggiti alla demolizione postbellica.
Con la costituzione della Regia Aeronautica, il 13º Gruppo, insieme ai Gruppi 6º con sede ad Aviano (squadriglie 76ª, 79ª, 81ª) e 23º con sede a Cinisello (squadriglie 71ª e 91ª squadriglia) costituì il 1º Stormo caccia della Regia Aeronautica il 7 maggio 1923 con sede a Brescia.
Il 25 dicembre del 1925 il 13º Gruppo (che ora comprendeva le squadriglie 77ª, 78ª, 82ª e 85ª), insieme al 7º gruppo (squadriglie 76ª, 84ª, 86ª e 91ª) con sede a Ciampino (Roma) all'8º gruppo (squadriglie 92ª, 93ª, 94ª e 95ª) con sede a Mirafiori (Torino), concorse alla costituzione a Torino, presso la vecchia Caserma La Marmora, del 2º Stormo aeroplani da caccia, equipaggiato inizialmente con Nieuport 29, Ansaldo AC.2, SPAD S.XIII, Fiat C.R.1.

### Seconda guerra mondiale
Al 10 giugno 1940 era a Castel Benito nell'Aeroporto di Tripoli nel XIII Gruppo con 3 Fiat C.R.32 e 5 Fiat C.R.42.
All'8 settembre 1943 era nel XIII Gruppo Caccia Terrestre di Arena Metato con 2 MC-202.

## Aviatori
- Antonio Chiri
- Bartolomeo Costantini
- Guglielmo Fornagiari
- Mario Fucini
- Cesare Magistrini
- Guido Masiero
- Amedeo Mecozzi
- Guido Nardini
- Giorgio Pessi
- Cosme Rennella
- Antonio Riva
- Leonida Schiona

## Aerei
- Nieuport 10
- Nieuport 11
- Nieuport 17
- Hanriot HD.1